# Лісне (Каргапольський район)
Лісне́ (рос. Лесное) — присілок у складі Каргапольського району Курганської області, Росія. Входить до складу Зауральської сільської ради.
Населення — 123 особи (2010, 221 у 2002).
Національний склад населення станом на 2002 рік: росіяни — 79 %.